# Championnat du monde de rallycross FIA 2020
Navigation
2019 2021
Le championnat du monde de rallycross FIA 2020 présenté par Monster Energy est la septième saison du championnat du monde de rallycross FIA. Comme pour les autres championnats automobiles, la saison est affectée et est retardée en raison de la pandémie de Covid-19, la saison comporte dix manches réparties sur sept circuits et débute en août avec la manche de Höljes. Cette saison voit l'apparition de la catégorie « Projekt E », nouvelle catégorie de voiture électrique du rallycross.

## Calendrier et résultats
| Rnd.                                         | Épreuve                           | Date                                            | Circuit                                         | Catégorie        | Vainqueur            | Équipe                        |
| -------------------------------------------- | --------------------------------- | ----------------------------------------------- | ----------------------------------------------- | ---------------- | -------------------- | ----------------------------- |
| 1                                            | World RX of Sweden                | 22–23 août                                      | Höljesbanan, Höljes                             | Supercar         | Johan Kristoffersson | Volkswagen Dealerteam BAUHAUS |
| 2                                            | World RX of Sweden                | 22–23 août                                      | Höljesbanan, Höljes                             | Supercar         | Mattias Ekström      | KYB Team JC                   |
| 2                                            | World RX of Sweden                | 22–23 août                                      | Höljesbanan, Höljes                             | Projekt E        | Ken Block            | Hoonigan Racing Division      |
| 3                                            | World RX of Finland               | 29–30 août                                      | Kouvola                                         | Supercar         | Johan Kristoffersson | Volkswagen Dealerteam BAUHAUS |
| 4                                            | World RX of Finland               | 29–30 août                                      | Kouvola                                         | Supercar         | Niclas Grönholm      | GRX Taneco                    |
| 5                                            | World RX of Riga - Latvia         | 19–20 septembre                                 | Biķernieku Kompleksā Sporta Bāze, Riga          | Supercar         | Johan Kristoffersson | Volkswagen Dealerteam BAUHAUS |
| 6                                            | World RX of Riga - Latvia         | 19–20 septembre                                 | Biķernieku Kompleksā Sporta Bāze, Riga          | Supercar         | Mattias Ekström      | KYB Team JC                   |
| 6                                            | World RX of Riga - Latvia         | 19–20 septembre                                 | Biķernieku Kompleksā Sporta Bāze, Riga          | Projekt E        | Cyril Raymond        | Citroën Racing                |
| 7                                            | World RX of Catalunya - Barcelona | 17–18 octobre                                   | Circuit de Barcelona-Catalunya, Montmeló        | Supercar         | Timmy Hansen         | Team Hansen                   |
| 8                                            | World RX of Catalunya - Barcelona | 17–18 octobre                                   | Circuit de Barcelona-Catalunya, Montmeló        | Supercar         | Johan Kristoffersson | Volkswagen Dealerteam BAUHAUS |
| Annulations liées à la pandémie de Covid-19. |                                   |                                                 |                                                 |                  |                      |                               |
|                                              | Épreuve                           | Épreuve                                         | Lieu                                            | Lieu             | Dates prévues        | Dates prévues                 |
|                                              | World RX of Norway                | World RX of Norway                              | Lånkebanen, Hell                                | Lånkebanen, Hell | 13–14 juin           | 13–14 juin                    |
| World RX of Russia                           | World RX of Russia                | Igora Drive, Sosnovo                            | Igora Drive, Sosnovo                            | 18–19 juillet    | 18–19 juillet        |                               |
| World RX of France                           | World RX of France                | Circuit de Lohéac, Lohéac                       | Circuit de Lohéac, Lohéac                       | 5–6 septembre    | 5–6 septembre        |                               |
| World RX of Portugal                         | World RX of Portugal              | Pista Automóvel de Montalegre, Montalegre       | Pista Automóvel de Montalegre, Montalegre       | 10–11 octobre    | 10–11 octobre        |                               |
| World RX of Abu Dhabi                        | World RX of Abu Dhabi             | Circuit Yas Marina, Abu Dhabi                   | Circuit Yas Marina, Abu Dhabi                   | 29–31 octobre    | 29–31 octobre        |                               |
| World RX of South Africa                     | World RX of South Africa          | Killarney Motor Racing Complex, Cape Town       | Killarney Motor Racing Complex, Cape Town       | 14–15 novembre   | 14–15 novembre       |                               |
| World RX of Benelux                          | World RX of Benelux               | Circuit de Spa-Francorchamps, Spa-Francorchamps | Circuit de Spa-Francorchamps, Spa-Francorchamps | 21–22 novembre   | 21–22 novembre       |                               |
| World RX of Germany                          | World RX of Germany               | Nürburgring, Nürburg                            | Nürburgring, Nürburg                            | 12–13 décembre   | 12–13 décembre       |                               |

## Équipes et pilotes

### Supercar
| Constructeur | Équipe                          | Voiture                 | No. | Pilotes              | Manches |
| ------------ | ------------------------------- | ----------------------- | --- | -------------------- | ------- |
| Audi         | KYB Team JC                     | Audi S1 RX              | 4   | Robin Larsson        | 1-4     |
| Audi         | KYB Team JC                     | Audi S1 RX              | 6   | Jānis Baumanis       | TBA     |
| Audi         | KYB Team JC                     | Audi S1 RX              | 40  | Mattias Ekström      | 1-2     |
| Audi         | Team JC Race Teknik             | Audi S1 RX              | 91  | Enzo Ide             | 5-6     |
| Hyundai      | GRX Taneco                      | Hyundai i20 WRX         | 7   | Timur Timerzyanov    | 1-4     |
| Hyundai      | GRX Taneco                      | Hyundai i20 WRX         | 68  | Niclas Grönholm      | 1-4     |
| Hyundai      | GRX Set                         | Hyundai i20 WRX         | 123 | Krisztián Szabó      | 1-2     |
| Hyundai      | GRX Set                         | Hyundai i20 WRX         | 177 | Juha Rytkönen        | 3-4     |
| Peugeot      | Team Hansen                     | Peugeot 208 WRX         | 1   | Timmy Hansen         | 1-4     |
| Peugeot      | Team Hansen                     | Peugeot 208 WRX         | 9   | Kevin Hansen         | 1-4     |
| Renault      | GCK UNKORRUPTED                 | Renault Clio R.S. RX    | 14  | Rokas Baciuška       | 1-2     |
| Renault      | GCK UNKORRUPTED                 | Renault Clio R.S. RX    | 36  | Guerlain Chicherit   | 1-4     |
| Renault      | GCK UNKORRUPTED                 | Renault Clio R.S. RX    | 24  | Kevin Abbring        | 3-4     |
| Renault      | Monster Energy GCK RX Cartel    | Renault Mégane R.S. RX  | 13  | Andreas Bakkerud     | 1-4     |
| Renault      | Monster Energy GCK RX Cartel    | Renault Mégane R.S. RX  | 33  | Liam Doran           | 1-4     |
| Renault      | GCK Bilstein                    | Renault Mégane R.S. RX  | 92  | Anton Marklund       | 1-4     |
| SEAT         | ALL-INKL.COM Münnich Motorsport | Seat Ibiza RX           | 44  | Timo Scheider        | 1-4     |
| SEAT         | ALL-INKL.COM Münnich Motorsport | Seat Ibiza RX           | 77  | René Münnich         | 1-4     |
| Škoda        | ES Motorsport                   | Škoda Fabia             | 15  | Reinis Nitišs        | 5-6     |
| Volkswagen   | Volkswagen Dealerteam BAUHAUS   | Volkswagen Polo R RX    | 3   | Johan Kristoffersson | 1-4     |
| Ford         | Ferratum Team                   | Ford Fiesta Supercar RX | 11  | Jani Paasonen        | 1-4     |
| Ford         | Kalliokoski Motorsport          | Ford Fiesta Supercar RX | 22  | Jere Kalliokoski     | 3-4     |
| Honda        | Olsbergs MSE                    | Honda Civic Coupe       | 93  | Sebastian Eriksson   | 1-2     |

### RX2
| Constructeur | Équipe                  | Voiture          | No. | Pilotes          | Manches |
| ------------ | ----------------------- | ---------------- | --- | ---------------- | ------- |
| OMSE         | Olsbergs MSE            | Olsbergs MSE RX2 | 35  | Fraser McConnell | TBA     |
| OMSE         | Olsbergs MSE            | Olsbergs MSE RX2 | 47  | Jesse Kallio     | TBA     |
| OMSE         | Olsbergs MSE            | Olsbergs MSE RX2 | 60  | Martin Enlund    | TBA     |
| OMSE         | Yellow Squad Team Färén | Olsbergs MSE RX2 | 77  | Henrik Krogstad  | TBA     |
| OMSE         | Yellow Squad Team Färén | Olsbergs MSE RX2 | 999 | Dan Skocdopole   | TBA     |

### Projekt E
| Constructeur | Équipe                   | Voiture     | No. | Pilotes          | Manches |
| ------------ | ------------------------ | ----------- | --- | ---------------- | ------- |
| STARD        | Holten Motorsport        | Ford Fiesta | TBA | Daniel Holten    | 1       |
| STARD        | Rallytechnology          | Ford Fiesta | TBA | Natalie Barratt  | 1       |
| STARD        | Rallytechnology          | Ford Fiesta | TBA | TBA              | TBA     |
| STARD        | Hoonigan Racing Division | Ford Fiesta | 43  | Ken Block        | 1       |
| STARD        | Ford Österreich          | Ford Fiesta | TBA | Hermann Neubauer | 1       |
| STARD        | Citroën Racing           | Citroën C3  | TBA | Mads Østberg     | 1       |